# Zapalice žluťuchovitá
Zapalice žluťuchovitá (Isopyrum thalictroides) je druh rostliny z čeledi pryskyřníkovité (Ranunculaceae), jediný evropský zástupce rodu zapalice (Isopyrum).

## Popis
Jedná se o vytrvalou jednodomou bylinu s oddenkem, nejčastěji 15–30 cm vysokou. Stonky jsou lysé, listy jsou složené, dvakrát trojčetné, řapíkaté, na bázi s pochvami a palisty. Tvarem listů nápadně připomíná některé druhy rohu žluťucha (Thalictrum), odtud název. Lístky jsou široce obvejčité, většinou nepravidelně trojlaločné až trojsečné. Květy jsou oboupohlavné, uspořádány do hroznu, na asi 1,2–3,5 cm dlouhých stopkách, bílé, zřídka s růžovým nebo fialovým nádechem. Kališní lístky jsou korunovitě zbarvené (petaloidní), což je někdy interpretováno jako okvětí, kališních lístků je zpravidla 5–6. Korunní jsou kornoutovité v počtu 5–6, s nektárii. Ve střední Evropě kvete nejčastěji v březnu až v dubnu. Tyčinek je mnoho. Opylování pomocí hmyzu (entomogamie). Plodem je měchýřek, měchýřky jsou uspořádány v souplodí, jsou asi 6–8 mm dlouhé, na vrcholu s krátkým mírně zahnutým zobánkem. Počet chromozómů je 2n=14.

## Rozšíření
Jedná se o evropský druh, je rozšířen přibližně od Pyrenejí a Francie, přes jižní část střední Evropy, na jihovýchod sahá až do Bulharska, na východ po střední Ukrajinu. V České republice je nejčastější v karpatské části Moravy, ale roste i jinde na Moravě a ve východních Čechách, v Čechách se s ní setkáme i v Pojizeří, na Křivoklátsku a Karlštejnsku, jinde je vzácná nebo chybí. Je součást jarního aspektu některých lesů, především dubohabřin svazu Carpinion a suťových lesů sv. Tilio-Acerion.